# 路易吉·普钱蒂
路易吉·普钱蒂（義大利語：Luigi Puccianti，義大利語：[luˈiːdʒi putˈtʃanti]，1875年6月11日—1952年6月9日），意大利物理学家。 